# Федянин, Николай Дмитриевич
Николай Дмитриевич Федянин (род. 19 ноября 1956) — мэр г. Таганрога (2003—2012), руководитель инспекции труда по Ростовской области (с 2013 года).

## Биография
Родился 19 ноября 1956 года в селе Зодубровка Беловского района Кемеровской области. Окончил Ростовский институт сельхозмашиностроения по специальности «Машины и технология литейного производства» (1978).
Трудовой путь начал в 1978 году с должности сменного механика, впоследствии работал заместителем начальника, начальником литейного цеха Таганрогского комбайнового завода, с 1983 по 1991 год был заместителем секретаря парткома завода, заведующим промышленно-транспортного отдела Октябрьского райкома партии Таганрога, секретарем парткома комбайнового завода. Избирался членом ЦК КПСС (1990—1991). С 1991 по 2001 год работал директором кузнечно-литейного завода ПО «ТКЗ», вице-президентом — коммерческим директором АО «ТКЗ», заместителем генерального директора по производству и маркетингу АО «ТКЗ», заместителем генерального директора — директором автомобильного производства. В 2001 году был назначен первым заместителем Главы городского самоуправления — Главой администрации г. Таганрога.
29 июня 2003 года был избран Главой городского самоуправления (мэром) г. Таганрога. 2 декабря 2007 года вновь избран Мэром города Таганрога.
1 апреля 2013 года был назначен руководителем инспекции труда по Ростовской области.